# Комарно (ґміна)
Ґміна Комарно — колишня (1934—1939 рр.) сільська ґміна у Рудківському повіті Львівського воєводства Польської республіки (1918—1939) рр. та у Крайсгауптманшафті Лемберг-Ланд Дистрикту Галичина Третього Райху (1941—1944 рр.). Центром ґміни було село Комарно.
1 серпня 1934 року було створено ґміну Комарно в Рудківському повіті. До неї увійшли сільські громади: Андрианув (Андріянів), Бучали, Бурче (Бірче), Бжезєц (Березець), Румно (Грімне), Катариніце (Катериничі), Пожече (Поріччя), Туліґлови (Тулиголови), Хлопи, Чуловіце (Чуловичі), Якімчице (Якімчиці).
У 1934 році територія ґміни становила 126,37 км². Населення ґміни станом на 1931 рік становило 15946 осіб. Налічувалось 3198 житлових будинків.
Національний склад населення ґміни Комарно на 1 січня 1939 року:
| село             | населення | українці-греко-католики | українці-латинники | євреї  | німці  | поляки  | польські колоністи |
| ---------------- | --------- | ----------------------- | ------------------ | ------ | ------ | ------- | ------------------ |
| Андріянів        | 910       | 250                     | 620                | 5      | 5      | 30      |                    |
| Бучали           | 1200      | 10                      |                    | 10     |        | 1180    |                    |
| Бірче            | 920       | 895                     | 10                 | 15     |        |         |                    |
| Березець         | 970       | 600                     | 305                | 5      |        | 60      |                    |
| Грімно           | 2850      | 1590                    | 1150               | 10     |        | 100     |                    |
| Катериничі       | 830       | 200                     | 250                | 5      |        | 375     |                    |
| Поріччя Задвірне | 1200      | 1020                    | 85                 | 5      |        | 40      | 50                 |
| Тулиголови       | 2970      | 10                      |                    | 20     |        | 2940    |                    |
| Хлопи            | 3400      | 190                     |                    | 20     |        | 3190    |                    |
| Чуловичі         | 740       | 640                     | 50                 | 20     | 10     | 20      |                    |
| Якимчиці         | 1270      | 1060                    | 50                 | 20     |        |         | 140                |
| Загалом          | 17260     | 6465                    | 2520               | 135    | 15     | 7935    | 190                |
| Відсотки         | 100 %     | 37,46 %                 | 14,6 %             | 0,78 % | 0,09 % | 45,97 % | 1,1 %              |

Відповідно до Пакту Молотова — Ріббентропа 28 вересня територія ґміни була зайнята СРСР. Ґміна ліквідована 17 січня 1940 року у зв'язку з утворенням Комарнівського району.